# Mr.Children 1992-1995
『Mr.Children 1992-1995』（ミスター・チルドレン 1992-1995）は、日本のバンド・Mr.Childrenのベスト・アルバムである。2001年7月11日にトイズファクトリーより『Mr.Children 1996-2000』と2枚同時発売された。

## 概要
ジャケット写真から通称「肉」と呼ばれるが、これはファンが勝手につけた呼び名ではなく、CMなどで公式に使われていたものである。ジャケット写真にはサイの写真が採用されており、このサイは、千葉県にある市原ぞうの国にいた「ダイスケ」である（2004年に他界）。アートディレクターは信藤三雄。全曲リマスタリング音源で収録。
前作のアルバム『Q』を順調に作り終えた後、桜井和寿はバンドとしての進歩が望めないのではないかと解散まで考えていた。そして、個人個人がレベルアップすることが必要であると考え、自分はとにかく良い曲を書こうと作ったポップな楽曲（後に『IT'S A WONDERFUL WORLD』収録されることになる）数曲をバンドでセッションした際に可能性を感じ、リスナーと向き合うため今までのMr.Childrenの流れを総括するベスト・アルバムのリリースに至った。また、当時の新曲「優しい歌」のプロモーションとしてベスト・アルバムを出したとも語っている。
収録曲は、それまでに発売されたシングル、アルバムから選曲されており、シングル曲はアルバムバージョンが収録された6thシングル『Tomorrow never knows』を除いて全てシングルバージョンが収録されている。新曲やアルバム未収録曲は全く収録されなかったが、これに関連して桜井が「本当はB面集や裏ベスト的なものも作りたかった」といった趣旨の発言をしていることから、裏ベストの企画もあったものと思われる。その後、デビュー15周年の2007年にそれまでの全てのアルバムに未収録だったシングルのB面曲のみを集めた『B-SIDE』が発売された。
歌詞カードに事細かなライナーノーツが付いているが、初回出荷分は誤植（特に年表の部分）が多く、希望者には改訂版を送るという措置がとられた。
アルバム紹介のページで5thアルバム『深海』収録曲である「ゆりかごのある丘から」が、「ゆりかごのある丘」になっている（『Mr.Children 1996-2000』も同じ）。
本作発売後にライブツアー『Mr.Children CONCERT TOUR POPSAURUS 2001』を開催。数年間演奏していなかった初期の曲から最新曲まで、特定の年代に偏ることのないセットリストになっている。
2017年9月時点でTSUTAYAにおいて累計348万回以上レンタルされ、同時点でTSUTAYAにおけるベスト盤のレンタル回数では歴代4位である。

## チャート成績
今作は初動120.2万枚を記録し、累積売上は240.5万枚。『Mr.Children 1996-2000』と共にオリコン週間アルバムチャートでと1位・2位を独占。2作合わせた初動売上は200万枚を超え、L'Arc〜en〜Cielの『ark』、『ray』以来2度目となる同一アーティストによる初登場での2作100万枚突破となった。
Mr.Childrenでは初めてオリコンチャートでの登場週数が300週を突破した作品である。また、発売から約11年後の2012年に発売されたベスト・アルバム『Mr.Children 2001-2005 <micro>』『Mr.Children 2005-2010 <macro>』が1位・2位を独占した2012年5月21日付オリコンチャートで前週55位から9位へ急上昇し、2001年10月1日付オリコンチャートで10位を記録して以来約10年7か月ぶりにTOP10返り咲きを果たした（翌5月28日付でも10位を記録）。

## 収録内容
| 全作詞: 桜井和寿、全編曲: 小林武史 & Mr.Children。 |                                                       |           |                    |      |
| #                                                  | タイトル                                              | 作詞      | 作曲               | 時間 |
| 1.                                                 | 「君がいた夏」                                        |           | 桜井和寿           | 5:53 |
| 2.                                                 | 「星になれたら」                                      |           | 桜井和寿・寺岡呼人 | 5:03 |
| 3.                                                 | 「抱きしめたい」                                      |           | 桜井和寿           | 5:25 |
| 4.                                                 | 「Replay」                                            |           | 桜井和寿           | 4:30 |
| 5.                                                 | 「LOVE」                                              |           | 桜井和寿           | 4:06 |
| 6.                                                 | 「my life」                                           |           | 桜井和寿           | 4:28 |
| 7.                                                 | 「CROSS ROAD」                                        |           | 桜井和寿           | 4:34 |
| 8.                                                 | 「innocent world」                                    |           | 桜井和寿           | 5:46 |
| 9.                                                 | 「Dance Dance Dance」                                 |           | 桜井和寿・小林武史 | 4:59 |
| 10.                                                | 「雨のち晴れ」                                        |           | 桜井和寿           | 5:36 |
| 11.                                                | 「Over」                                              |           | 桜井和寿           | 4:43 |
| 12.                                                | 「Tomorrow never knows」                              |           | 桜井和寿           | 5:09 |
| 13.                                                | 「everybody goes 〜秩序のない現代にドロップキック〜」 |           | 桜井和寿・小林武史 | 4:38 |
| 14.                                                | 「【es】 〜Theme of es〜」                            |           | 桜井和寿           | 5:51 |
| 15.                                                | 「シーソーゲーム 〜勇敢な恋の歌〜」                   |           | 桜井和寿           | 4:31 |
| 合計時間:                                          | 合計時間:                                             | 合計時間: | 75:12              |      |

## 楽曲解説
1. 君がいた夏
  - 1stシングル。
2. 星になれたら
  - 2ndアルバム『Kind of Love』収録曲。
3. 抱きしめたい
  - 2ndシングル。
4. Replay
  - 3rdシングル。
5. LOVE
  - 3rdアルバム『Versus』収録曲。
6. my life
  - 3rdアルバム『Versus』収録曲。
7. CROSS ROAD
  - 4thシングル。
8. innocent world
  - 5thシングル。
9. Dance Dance Dance
  - 4thアルバム『Atomic Heart』収録曲。
10. 雨のち晴れ
  - 4thアルバム『Atomic Heart』収録曲。
11. Over
  - 4thアルバム『Atomic Heart』収録曲。
12. Tomorrow never knows
  - 6thシングル。
  - 本作に収録されているのは6thアルバム『BOLERO』に収録されていたアルバムバージョン音源で収録。
13. everybody goes 〜秩序のない現代にドロップキック〜
  - 7thシングル。
14. 【es】 〜Theme of es〜
  - 8thシングル。
15. シーソーゲーム 〜勇敢な恋の歌〜
  - 9thシングル。

## 演奏
- Mr.Children
  - 桜井和寿：Vocal & Guitar
  - 田原健一：Guitar
  - 中川敬輔：Bass
  - 鈴木英哉：Drums
- 小林武史：Keyboards (#1 - #15)
- 松本賢：Computer Programming
- 角谷仁宣：Computer Programming
- 高安錬太郎：Computer Programming
- 山本拓夫：Sax (#3, #12, #14, #15)
- 桑野聖ストリングス：Strings (#14)
- TOMOKO：Chorus  (#9, #10)
- es sisters：Chorus  (#13)
- AKKO (MY LITTLE LOVER)：Chorus (#13)